# بزل الطبلة
بَزْلُ الطَّبْلَة، هو إجراء جراحي بسيط لتصريف السوائل من الأذن الوسطى. يُجرى عادةً بسبب التهاب الأذن الوسطى، وذلك باستخدام إبرة ثقب صغيرة لثقب الغشاء الطبلي.
السبب الرئيسي لبزل الطبلة هو فشل العلاج بالمضادات الحيوية لالتهاب الاذن الوسطى.
يشار إليه أحيانًا بكلمة "tap" (بالعربية: النَقر أو البزل)، وعندما يُجرى مرتين كجزءٍ من التجربة السريرية للأدوية، يُطلق عليه "double tap" (بالعربية: النقر المُزدوج أو البزل المزدوج).